# Pascal Deux
Pascal Deux (Lió, 14 de juny de 1959) és un director de cinema francès.

## Biografia
Pascal Deux va treballar com a ajudant de direcció durant les dècades de 1980 i 1990, sobretot el 1983 a Vivement dimanche ! de François Truffaut. Durant aquest període va fer dos curtmetratges.
El 1996 va començar a dirigir el seu primer llargmetratge que va produir ell mateix, un documental dedicat al boxejador Fabrice Bénichou, Noble Art, estrenat el 2004.
Va copresidir l'Association du cinéma indépendant pour sa diffusion (ACID) des del 2007 fins al 2008.
El 2009, va ser director de 2a unitat a la pel·lícula  Rio ne répond plus.

## Filmografia
Curtmetratges
- 1989 : Constance
- 995 : Soigneurs dehors !
- 2007 : Émilie

Llargmetratge
- 2004 : Noble Art

Ràdio
- 2021 : Jean Cocteau et Jean Marais, le couple terrible de l'Occupation[5]